# Dagboek voor mijn geliefden
Dagboek voor mijn geliefden (Hongaars: Napló szerelmeimnek) is een Hongaarse dramafilm uit 1987 onder regie van Márta Mészáros.

## Verhaal
Aan het begin van de jaren '50 wordt Juli langzaam volwassen. Ze wil graag regisseur worden, zodat ze de politieke ontwikkelingen in Hongarije kan filmen. Haar ouders hebben echter andere plannen voor haar.

## Rolverdeling
| Acteur           | Personage         |
| ---------------- | ----------------- |
| Ágnes Csere      | Juli (stem)       |
| Zsusza Czinkóczi | Juli              |
| Anna Polony      | Magda             |
| Mária Ronyecz    | Magda (stem)      |
| Jan Nowicki      | János             |
| Tamás Végvári    | János (stem)      |
| Erika Szegedi    | Anna Pavlova      |
| Mari Szemes      | Grootmoeder       |
| Vilmos Kun       | Grootvader (stem) |
| Pál Zolnay       | Grootvader        |
| Adél Kováts      | Natasa            |